# Einar Anderberg
Helge Einar Anderberg, född 30 juli 1899 i Södra Åby församling i dåvarande Malmöhus län, död 3 augusti 1968 i Ystads församling i samma län, var en svensk jurist. Han var bror till Algot Anderberg.
Anderberg blev juris kandidat vid Lunds universitet 1922, assessor i Skånska hovrätten 1930, hovrättsråd 1936, byråchef i justitiedepartementet 1933, ledamot av Lagberedningen 1935, var ordförande 1936 års lagberedning och blev 1943 häradshövding i Vemmenhögs domsaga.
Han var från 1930 till sin bortgång gift med Frida Eleonora Anderberg (1905–1990).